# Broscăuți
Broscăuţi é uma comuna romena localizada no distrito de Botoşani, na região de Moldávia . A comuna possui uma área de 39.60 km² e sua população era de 3476 habitantes segundo o censo de 2007.